# Municipio de Page (Dakota del Norte)
El municipio de Page (en inglés: Page Township) es un municipio ubicado en el condado de Cass en el estado estadounidense de Dakota del Norte. En el año 2010 tenía una población de 52 habitantes y una densidad poblacional de 0,56 personas por km².

## Geografía
El municipio de Page se encuentra ubicado en las coordenadas 47°12′10″N 97°30′16″O / 47.20278, -97.50444. Según la Oficina del Censo de los Estados Unidos, el municipio tiene una superficie total de 92.78 km², de la cual 92,73 km² corresponden a tierra firme y (0,06 %) 0,06 km² es agua.

## Demografía
Según el censo de 2010, había 52 personas residiendo en el municipio de Page. La densidad de población era de 0,56 hab./km². De los 52 habitantes, el municipio de Page estaba compuesto por el 96,15 % blancos y el 3,85 % eran de una mezcla de razas. Del total de la población el 0 % eran hispanos o latinos de cualquier raza.